# Брив ла Гаярд
Вижте пояснителната страница за други значения на Брив ла Гаярд.
Брив ла Гаярд (на френски: Brive-la-Gaillarde) е град в югозападна Франция, административен център на окръг Брив ла Гаярд в департамента Корез на регион Нова Аквитания. Населението му е около 47 000 души (2015).
Разположен е на 142 метра надморска височина в Аквитанската низина, на река Корез и на 76 километра южно от Лимож. Селището съществува от Античността, а днес е важен промишлен и търговски център. Брив е център на агломерация с население около 107 хиляди души, включваща още предградията Варец, Венарсал, Коснак, Ларш, Малмор сюр Корез, Пазаяк, Сен Панталеон дьо Ларш, Сен Сернен дьо Ларш, Сент Фереол, Фьояд и Юсак.

## Известни личности
Родени в Брив ла Гаярд
- Гийом Брюн (1763 – 1815), офицер
- Шарл Филибер дьо Ластери (1759 – 1849), общественик

Починали в Брив ла Гаярд
- Луи Неел (1904 – 2000), физик